# Легле, Виктор
Виктор Легле́ (фр. Victor Legley; 18 июня 1915, Азбрук — 28 ноября 1994, Остенде) — бельгийский композитор, альтист и музыкальный педагог.
Учился в Брюссельской консерватории у Мориса Дамбуа (альт) и Леона Йонгена (композиция). Дополнительно в 1941—1943 гг. брал уроки композиции у Жана Абсиля.
В 1936—1948 гг. играл на альте в оркестре Бельгийского радио, выступал также в ансамбле. В 1949—1979 гг. профессор гармонии в Брюссельской консерватории, одновременно в 1956—1979 гг. профессор композиции в Капелле королевы Елизаветы. В 1986—1990 гг. председатель Союза бельгийских композиторов.
Написал восемь симфоний (Первая Op.10 — 1942, Восьмая Op.121 — 1993), три скрипичных, фортепианный и альтовый концерты, четыре струнных квартета, камерные и вокальные сочинения. В последний период жизни много писал для духового оркестра.
Автор брошюры «Музыка и пропаганда» (нидерл. Muziek en propaganda; 1978), ряда статей.
Офицер Ордена Леопольда I (1986). Почётный доктор Брюссельского свободного университета (1987).